# Château Piccolomini (Capestrano)
Pour les articles homonymes, voir Piccolomini.
Le Château Piccolomini est un château d'origine féodale situé dans la commune de Capestrano, dans la province de l'Aquila.

## Histoire
Le château de Capestrano a été construit sur les restes d'une fortification médiévale de laquelle il ne reste qu'une tour en forme de prisme. 
La structure actuelle est le résultat de nombreuses restructurations liées aux familles qui l'ont successivement habité : Acquaviva, Piccolomini et les  Médicis qui sont restés propriétaires jusqu'à l'abolition de la féodalité.
La structure actuelle remonte à 1485 et l'intérieur a été complètement remanié en 1924, provoquant la perte d'une grande partie des structures originales. 
Actuellement, le château est la propriété de la commune de Capestrano et abrite les bureaux de la mairie et de l'association Pro loco.